# Francesco Saverio Massimo
Francesco Saverio Massimo (né le 26 février 1806 à Dresde et mort le 11 janvier 1848 à Rome) est un cardinal italien du XIXe siècle. 

## Biographie
Massimo exerce des fonctions au sein de la Curie romaine, notamment comme préfet du Palais apostolique. 
Le pape Grégoire XVI le crée cardinal in pectore lors du consistoire du 12 février 1838. Sa création est publiée le 24 janvier 1842. Il est préfet de l'économie de la Congrégation pour la Propaganda Fide en mars 1843 et légat apostolique à Ravenne en novembre 1843. Il participe au conclave de 1846, lors duquel Pie IX est élu pape. Le cardinal Massimo est préfet de la Congrégation des eaux et des chemins en 1846.

### Source
- Fiche du cardinal sur le temps de la FIU